# Elwendia
Elwendia es un género de plantas con flores perteneciente a la familia Apiaceae.

## Distribución
El área de distribución nativa de este género va desde Turquía hasta Asia Central y el Himalaya occidental.

## Taxonomía
El género fue descrito por Pierre Edmond Boissier y publicado en Annales des Sciences Naturelles; Botanique, sér. 3, 1: 140, en 1844.

#### Etimología
Elwendia: nombre genérico que lleva nombre de la montaña Alvand en el oeste de Irán, derivado de un error de transcripción de la locación (Elwend), siendo el lugar donde se encontró la especie tipo Elwendia caroides.

## Especies
Comprende 30 especies aceptadas:
- Elwendia afghanica (Beauverd) Pimenov y Kljuykov, 2013
- Elwendia alata (Pimenov y Kljuykov) Pimenov y Kljuykov, 2013
- Elwendia angrenii (Korovin) Pimenov y Kljuykov, 2013
- Elwendia badachschanica (Kamelin) Pimenov y Kljuykov, 2013
- Elwendia bucharica Kljuykov y Lyskov, 2018
- Elwendia cabulica (Bornm.) Pimenov y Kljuykov, 2013
- Elwendia capusii (Franch.) Pimenov y Kljuykov, 2013
- Elwendia caroides Boiss., 1844
- Elwendia chaerophylloides (Regel y Schmalh.) Pimenov y Kljuykov, 2013
- Elwendia cylindrica (Boiss. y Hausskn.) Pimenov y Kljuykov, 2013
- Elwendia darwasica Kljuykov, Lazkov y Pimenov, 2022
- Elwendia fedtschenkoana (Korovin ex Kamelin) Pimenov y Kljuykov, 2013
- Elwendia hissarica (Korovin) Pimenov y Kljuykov, 2013
- Elwendia intermedia (Korovin) Pimenov y Kljuykov, 2013
- Elwendia kopetdagensis (Geld.) Pimenov y Kljuykov, 2013
- Elwendia kuhitangi (Nevski) Pimenov y Kljuykov, 2013
- Elwendia latiloba (Korovin) Pimenov y Kljuykov, 2013
- Elwendia lindbergii (Rech.f. y Riedl) Pimenov y Kljuykov, 2013
- Elwendia longipes (Freyn) Pimenov y Kljuykov, 2013
- Elwendia persica (Boiss.) Pimenov y Kljuykov, 2013
- Elwendia salsa (Korovin) Pimenov y Kljuykov, 2013
- Elwendia sary-cheleki (Lazkov y Kljuykov) Pimenov y Kljuykov, 2013
- Elwendia schistosa Kljuykov, 2022
- Elwendia seravschanica (Korovin) Pimenov y Kljuykov, 2013
- Elwendia setacea (Schrenk) Pimenov y Kljuykov, 2013
- Elwendia stewartiana (Nasir) Pimenov y Kljuykov, 2013
- Elwendia ugamica Kljuykov y Lyskov, 2018
- Elwendia vaginata (Korovin) Pimenov y Kljuykov, 2013
- Elwendia varsobica Kljuykov, 2022
- Elwendia wolffii (Kljuykov) Pimenov y Kljuykov, 2013